# Blood Omen 2: Legacy of Kain
Blood Omen 2: Legacy of Kain è un videogioco della saga di Legacy of Kain, pubblicato nel 2002 per PlayStation 2, Xbox, Windows e GameCube dalla Eidos Interactive. In questo capitolo il giocatore interpreta Kain agli albori della saga.

## Trama
La trama si posiziona nel lasso di tempo tra il primo Blood Omen: Legacy of Kain e il primo Legacy of Kain: Soul Reaver, svelando le verità del paradosso visto da Kain nel precedente titolo.
a vivere come vampiro nottivago
e secoli prima di diventare il signore di Nosgoth 
con il suo luogotenente 
Raziel,
il nobile Kain
incontrò un nuovo nemico lungo la sua marcia di conquista.
I pilastri di Nosgoth erano in rovina,
i Vampiri erano riapparsi
e l'eredità di Kain continua...»
(Prologo)
La storia riprende dagli eventi di Blood Omen: Legacy of Kain, dove alla fine il vampiro aveva deciso di continuare a vivere portando Nosgoth alla dannazione. Kain si mette alla testa di un esercito di suoi simili (fra i quali si annovera Vorador, fatto risorgere da Kain) e decide di invadere Nosgoth seminando morte e distruzione. Ma una notte, durante l'assedio della città di Meridian, si trova ad affrontare le armate degli umani capeggiati dal Signore Supremo dei Sarafan: Kain viene ferito gravemente e perde la Mietitrice d'Anime, segnando la sconfitta dei vampiri. Vorador riesce però a trarre in salvo Kain.
Due secoli dopo Kain si risveglia: Umah, una vampira che aveva vegliato su di lui, racconta al suo padrone la sconfitta subita e il conseguente sterminio dei vampiri: inoltre, i suoi luogotenenti hanno deciso di passare dalla parte dei Sarafan tradendo la propria stirpe. Kain giura quindi vendetta, ma prima deve recuperare i poteri che ha perso durante il suo sonno letargico: decide quindi di uccidere i suoi ex-alleati per assorbire il loro potere. Il primo che fronteggia è Faustus, un vampiro già noto a Kain per la sua natura imprevedibile. Seguono poi altri traditori come Marcus e Sebastian, fino ad arrivare a Magnus: quest'ultimo è l'unico vampiro che era rimasto fedele a Kain, ma i Sarafan lo hanno torturato nel corpo e nelle mente, rendendolo pazzo e mutilato.
Avanzando nella sua missione, Kain scopre la verità: il misterioso Signore dei Sarafan non è altri che L'Oscuro Hylden, sconfitto da Kain in passato, che aveva scoperto come neutralizzare il potere della Mietitrice, della quale si era impossessato dopo aver sconfitto Kain. Inoltre, Umah gli sottrae la "Pietra di Unione" (un artefatto necessario a Kain per poter sconfiggere il Signore Hylden), in quanto teme che Nosgoth possa cadere nelle mani di un ennesimo tiranno (vale a dire Kain), e quindi conta sul fatto di poter essere lei stessa ad eliminare il Signore dei Sarafan. Tuttavia l'impulsiva vampira si rivela troppo debole per questo incarico e finisce presto nelle mani dei Sarafan, dai quali viene ridotta in fin di vita. Kain la trova poco dopo e dopo un breve dialogo con lei, che lo supplica per avere un po' del suo sangue, recide la sua gola, uccidendola.
Seguendo il Signore degli Hylden, Kain scopre che la razza aliena stava cercando, attraverso il potere della "cosa", che si rivela essere Janos Audron imprigionato in una figura demoniaca, di tornare su Nosgoth per riprendersi il potere. Kain segue il Signore degli Hylden fino ad un portale dimensionale che aveva creato e rischia la morte, ma Janos si sacrifica cercando di salvare Kain e Nosgoth, dando la possibilità al vendicativo vampiro di raggiungere il Signore degli Hylden ed affrontarlo.
Kain giunge in una strana dimensione dove il Signore Hylden lo attende e dopo averlo ucciso recupera la sua spada. Così Kain ritorna ad essere il signore assoluto di Nosgoth, compiendo il destino che secoli dopo porterà alle vicende che vedono protagonista Raziel.

## Modalità di gioco
A differenza del predecessore, che era in 2D con vista dall'alto, Blood Omen 2 usa una visuale in terza persona con la telecamera bloccata alle spalle del protagonista. Come in molti giochi di questo tipo, il protagonista può correre, saltare, aggrapparsi alle sporgenze, azionare macchinari e combattere con i numerosi nemici.
Una volta ucciso un nemico o una persona inerme, Kain può succhiarne il sangue, ripristinando la sua salute: dopo aver assorbito una certa quantità di sangue, il livello massimo della salute aumenta.
Kain può anche usare poteri speciali chiamati Doni Oscuri, dei quali all'inizio del gioco ne possiede solo due (Furia e Nebbia). Inoltre questo è l'unico capitolo della saga dove Kain può usare gli artigli e raccogliere le armi a piacimento.
- Furia è un potere che permette a Kain di sferrare un colpo particolarmente violento al nemico. È utilizzabile solo quando l'Indicatore di Rabbia (che si riempie parando gli attacchi nemici) raggiunge un certo livello.

- Nebbia è un potere che permette a Kain di fondersi con la nebbia bassa presente in molte zone del gioco, diventando quasi invisibile. Quando Kain è in forma di nebbia, può avvicinarsi silenziosamente alle spalle della sua vittima e ucciderla con un solo colpo, con effetti che variano a seconda del tipo di arma impugnata (per ciascuna arma sono disponibili due mosse letali: ad esempio quando Kain è a mani nude può torcere il collo del nemico oppure strappargli il cuore).

- Salto è il potere ottenuto con l'uccisione di Faustus, che permette a Kain di coprire grandi distanze con un balzo, raggiungendo luoghi altrimenti inaccessibili. Quando si usa il Salto, viene visualizzata una proiezione di Kain che mostra il punto in cui andrà ad atterrare. Inoltre il salto può essere usato per attaccare direttamente e di sorpresa nemici distanti.

- Malia è il potere ottenuto dall'uccisione di Marcus, che permette a Kain di controllare tutti i personaggi non aggressivi per far compiere loro azioni che altrimenti sarebbero a lui precluse.

- Ferocia è il potere ottenuto con l'uccisione di Sebastian, e permette a Kain di sferrare una serie di potenti colpi a velocità sovrumana. Come Furia, è utilizzabile solo quando l'Indicatore di Rabbia raggiunge un certo livello (maggiore di quello necessario per usare Furia).

- Telecinesi è il potere che la Veggente conferisce a Kain, e che gli permette di manipolare oggetti e leve particolari con la sola forza del pensiero. Inoltre, grazie a questo Dono Oscuro Kain è in grado di scagliare proiettili telecinetici contro i nemici.

- Immolazione è il potere ottenuto dall'uccisione di Magnus, e permette a Kain di avvolgere i nemici in una vampata di fiamme uccidendoli in un sol colpo (solo i demoni viola sono immuni, potendo essere uccisi solo in particolari situazioni con l'aiuto dello scenario). Per utilizzare Immolazione, l'Indicatore di Rabbia deve essere al massimo.